# Arno Kleffel
Arno Kleffel (* 4. September 1840 in Pößneck, Thüringen; † 15. Juli 1913 in Nikolassee bei Berlin) war ein deutscher Dirigent und Komponist.

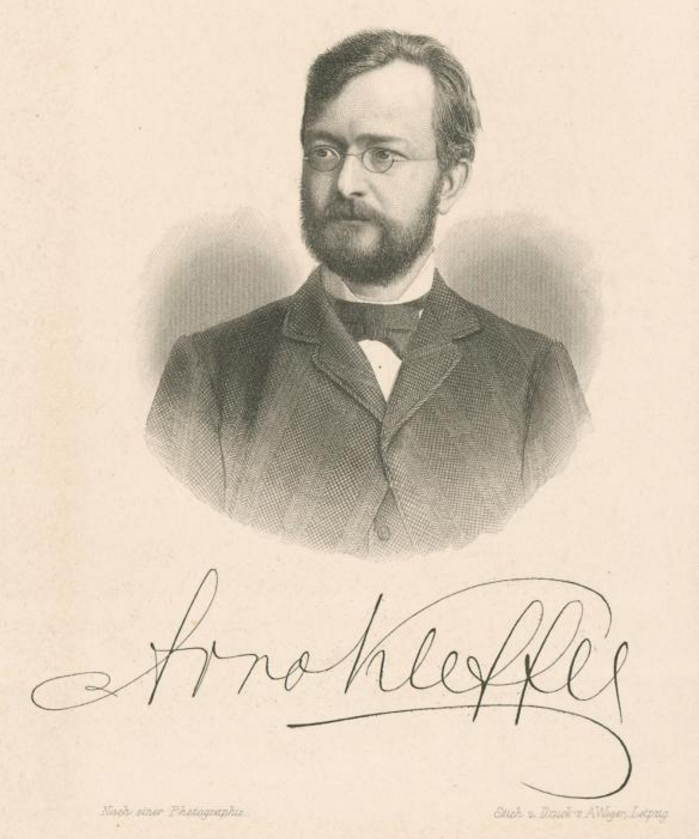
Arno Kleffel

## Leben
Arno August Hermann Kleffel studierte von 1859 bis 1861 am Leipziger Konservatorium und privat bei Moritz Hauptmann. 1863–1867 war Kleffel Dirigent der Musikalischen Gesellschaft in Riga, ab 1868 Theaterkapellmeister in Köln, Amsterdam, Görlitz, Breslau, Stettin u. a., 1873–1880 wirkte er am Friedrich-Wilhelmstädtischen Theater in Berlin, dann in Augsburg und Magdeburg. 1892–1894 war er in Berlin als Theorie- und Klavierlehrer am  Stern’schen Konservatorium und als Musikkritiker tätig. Von 1884 bis 1892 und von 1894 bis 1904 war er 1. Kapellmeister am Stadttheater in Köln, wo er neben Franz Wüllner die Gürzenich-Konzerte leitete; dort erhielt er auch den Titel eines königlichen Professors. Ab 1904 wirkte er am Stern'schen Konservatorium als Professor für Komposition, als Leiter der Kapellmeisterschule und als Leiter des Sternschen Gesangvereins.

## Werke
Kleffel schrieb u. a. Vokalmusik, Musik für Klavier (zwei- und vierhändig) sowie einige Werke für Orchester. Ein umfangreiches Werkverzeichnis des Komponisten ist bei Franz Pazdirek erschienen. Diese sehr umfangreiche Auflistung ist online zugänglich. Zahlreiche Werke Kleffels erschienen als CD-Einspielung bei der Edition Romana Hamburg (Gerhard Helzel).